# Daseochaeta metaphaea
Daseochaeta metaphaea är en fjärilsart som beskrevs av George Francis Hampson 1909. Daseochaeta metaphaea ingår i släktet Daseochaeta och familjen nattflyn. Inga underarter finns listade i Catalogue of Life.